# Гордынские
Гордынские ( пол. de Hordynia, Hordyńscy ) — украинский православный шляхетский род герба Сас.

## Название
Фамилия происходит от названия родового гнезда – села Гордыня.
Гордынские имеют близкие дома: Гординские-Федьковичи , Гординские-Антоновичи (происходят от имени сыновей Стефана Лизды первого владельца Гордыни – Федора и Антона).

## История и известные представители
Гордынские — шляхетский род, в XV — XVII вв. землевладельцы в Перемышльской земле . Являются потомками боярина Стефана Лизды из Литовской земли, которому князь Лев Данилович предоставил села Гордыню и Дорожев в Самборской волости (нынешние села Гордыня и Верхний Дорожев Самборского района , Львовской области).

В грамоте XIII в. князя Льва Даниловича Стефану Лизде говорилось о следующем:
"Я, князь Лев, воззвали эсмо из Литовской земли Стефана Лизда, дали есмы ему в Самборской волости деревню Гордыню , а второе Дорозево со всеми употреблениями и землею, и сенокосов, со дубравами, с лесами, и бортами, и ситмы, и с реками, и колодцами, и сориниями, и со всеми правами, так как сами сами держали и тако дали его на веки и детям его и внучатом его и правнучатом его на веки.
Поскольку нет соответствующих заключительных клаузулов документа, место составления документа неизвестно. Не известно также время его написания. Если его издавал князь Лев Данилович, то издан был до 16 марта 1301 года, как считают ученые — до его смерти, если это был Лев II (Лев Юрьевич), то не позднее 21 мая 1323 года.
В 1508 году совладельцем села Будины в Самборском уезде был Антон Гордынский, а в 1515 г. — Васька, Антон и Федя Гординские.
В церковных записях Люблина в 1593 году упоминаются Илько, Лех, Александр, Стефан, Федько, Иван, Стас и Яцек — сыновья Стефана Гордынского, помещика Гордыни.
Йозеф Гордынский назначен в 1779 году первым земским судьей Перемышля.
Стефан Гординский — мечник Киева и вице-регент городского суда г. Львова (1754), городской писарь Львова, посол Львовской земли (1764), подписал избрание Станислава Августа. В 1769 году — городской судья Львова и подстароста Львова (1779). С 1770 г. — стольник жидачовский.
Сын Степана — Лазарь-Тадеуш — камергер Станислава Августа, вышел из шляхты на земском суде Львова (1782).
В 1557 году житель Гордыни шляхтич Иван Гордынский-Федькович обратился к польскому королю Сигизмунду II, чтобы тот подтвердил грамоту XIII века, которая была предоставлена его родственнику Стефану Лизде князем Львом Даниловичем. Почему этого никто из его семьи не сделал раньше неизвестно, очевидно она считалась потерянной, а тут вдруг нашлась. Вероятно, стали более тщательно искать, потому что нашёлся покупатель на Гордыню (до 1557 года он считался королевским владением и принадлежал к Самборской экономии, к Дублянскому ключу, а Гордынские были там солтысами), а имея грамоту, они становились владельцами и могли осуществить его продажу.
Хотя документ был в плачевном состоянии, очевидно отсырел, стал разлазиться на две части, но король Сигизмунд II все-таки 8 января 1557 года его подтвердил.
- Гордынский, Святослав Ярославович (1906—1993) — украинский поэт, переводчик, литературовед, искусствовед, художник.